# 이팝나무
이팝나무(학명: Chionanthus retusus 키오난투스 레투수스[*])는 물푸레나무과에 속하는 대륙계 식물이자 잎지는 넓은잎 큰키나무이다. 한국·타이·중국·일본 등지에 분포한다. 남쪽지방에서는 정원수나 풍치수로 심는다. 목재는 건축 가구재로 쓰고 목부에서 염료를 추출한다.

## 이름의 유래
속명 키오나나투스(Chionanathus)는 눈(雪)이라는 뜻의 키온(chion)과 꽃이라는 뜻의 안토스(antos)를 합친 말로 하얀 꽃이 마치 흰 눈과 같다는데서 유래 된 것이다. 국명 '이팝나무'는 꽃의 모양이 마치 쌀밥 같다 하여 이밥나무라 부르는 것에서 세월이 흘러 변형된 것이다.

## 특징
높이는 20 미터에 달하고 가지는 회갈색이며 어릴 때 잔털이 약간 있다. 잎은 마주나고 넓은 난형 또는 타원형이며 양 끝이 뾰족하다. 표면은 주맥에 흔히 털이 있고 뒷면의 주맥과 밑부분에 연한 갈색 털이 있으며 가장자리가 밋밋하거나 어린 나무의 경우 겹톱니가 있다. 
꽃은 5~6월에 흰색으로 원뿔모양의 취산꽃차례로 달린다. 이가화로 새 가지의 끝부분에 달렸다. 꽃받침은 4개로 갈라지며 꽃은 4개이고 밑부분이 합쳐져 통부가 꽃받침보다 길다. 수꽃은 2개의 수술만 있고 암꽃은 2개의 수술과 1개의 암술이 있다. 열매는 타원형으로 9~10월에 검게 익는다.
잎이 피침형이고 꽃잎의 너비가 1~1.5 밀리미터인 것은 긴잎이팝나무(Chionanthus retusus var. coreana (H.Lev.) Nakai)라고 한다.

## 쓰임새
관상적 가치가 높아 정원에 심으며 땔감으로도 이용한다. 꽃이 비교적 오랫동안 유지되고 병해충에도 강해 최근에는 가로수로 많이 쓰이고 있다. 서울특별시에는 2022년 기준 총 24,980그루의 이팝나무가 가로수로 쓰이고 있으며 이는 서울에서 5번째로 많은 가로수이다.

## 꽃말
영원한 사랑, 자기향상

## 사진

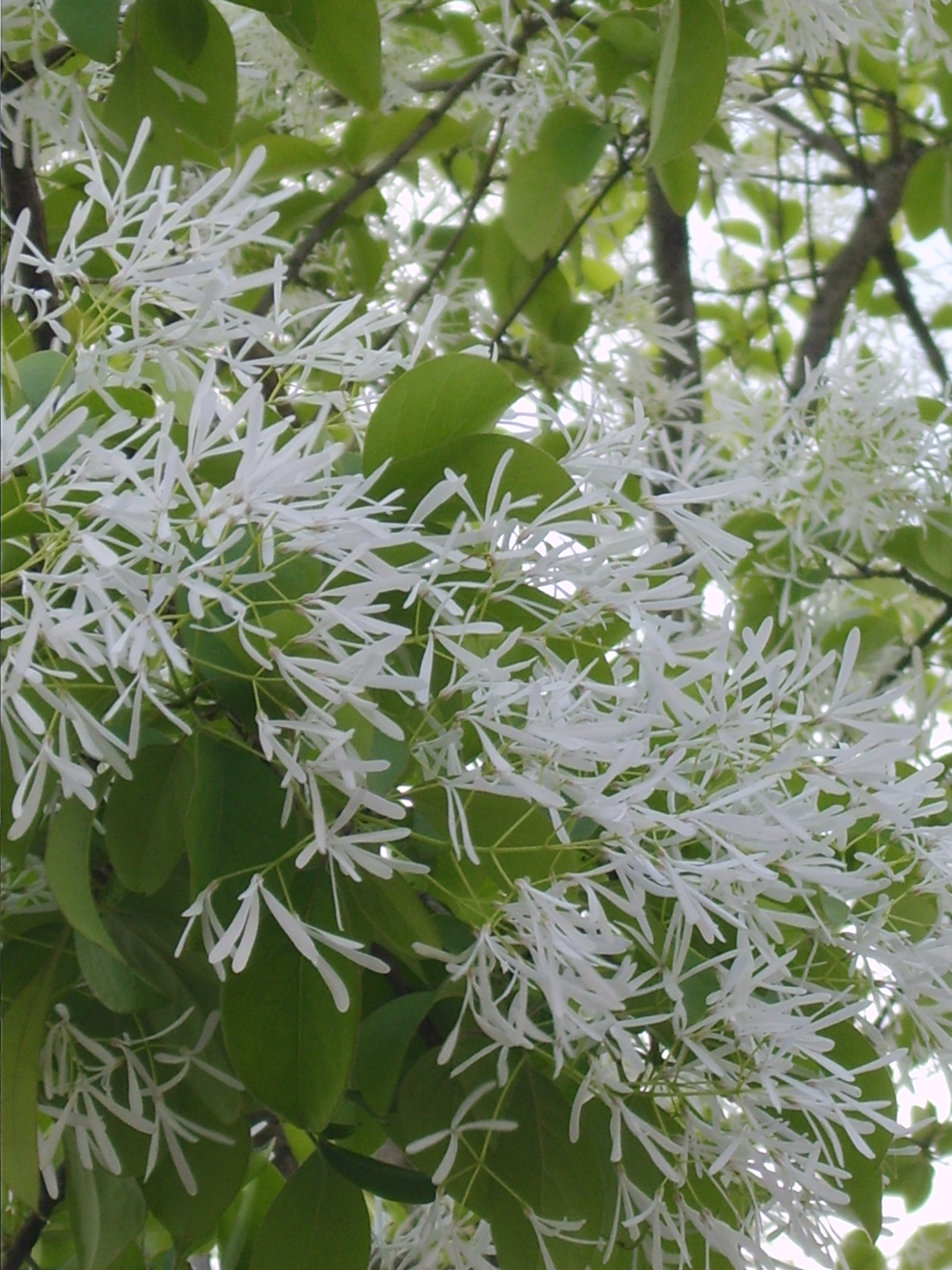
꽃
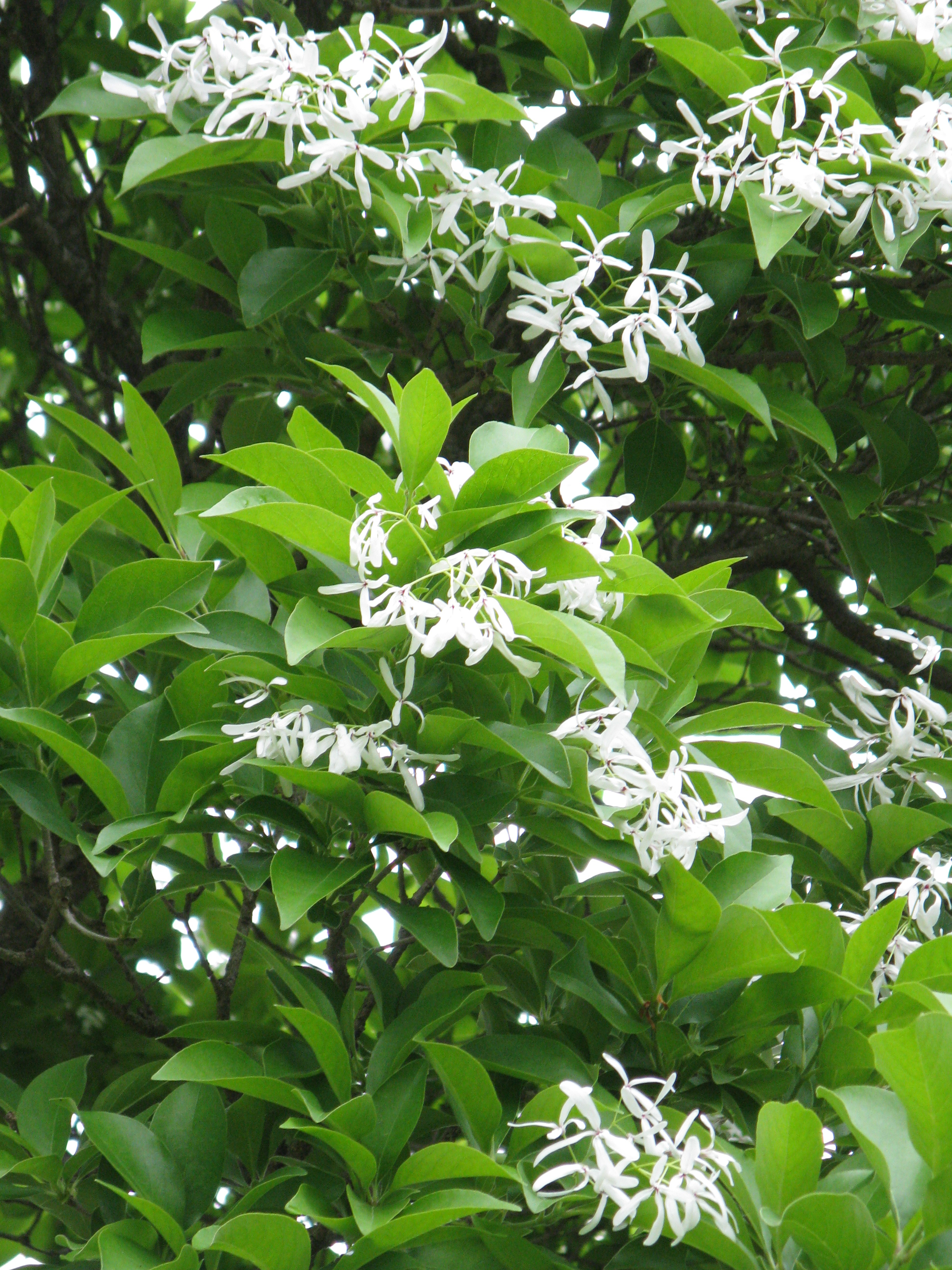
꽃
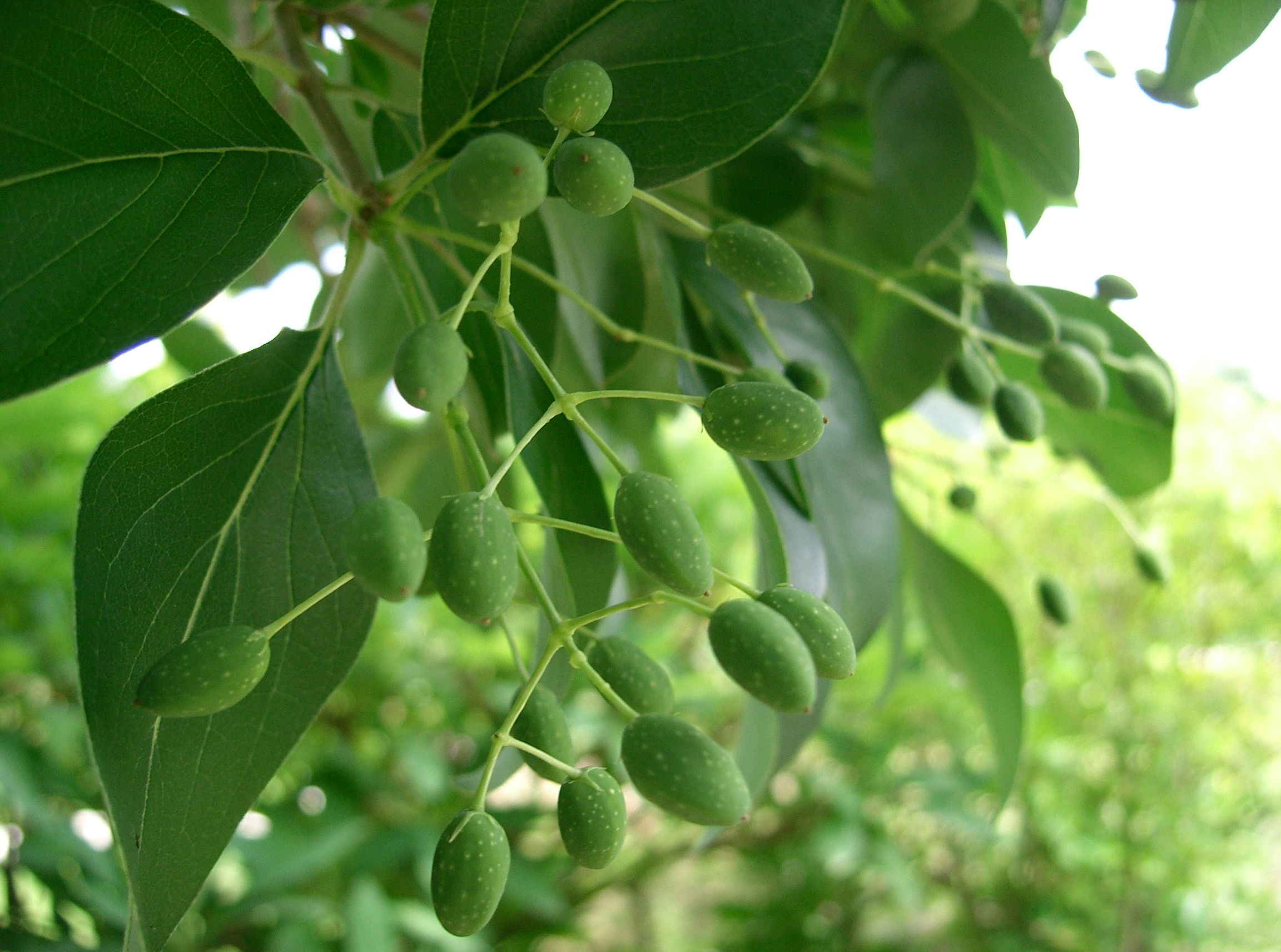
열매
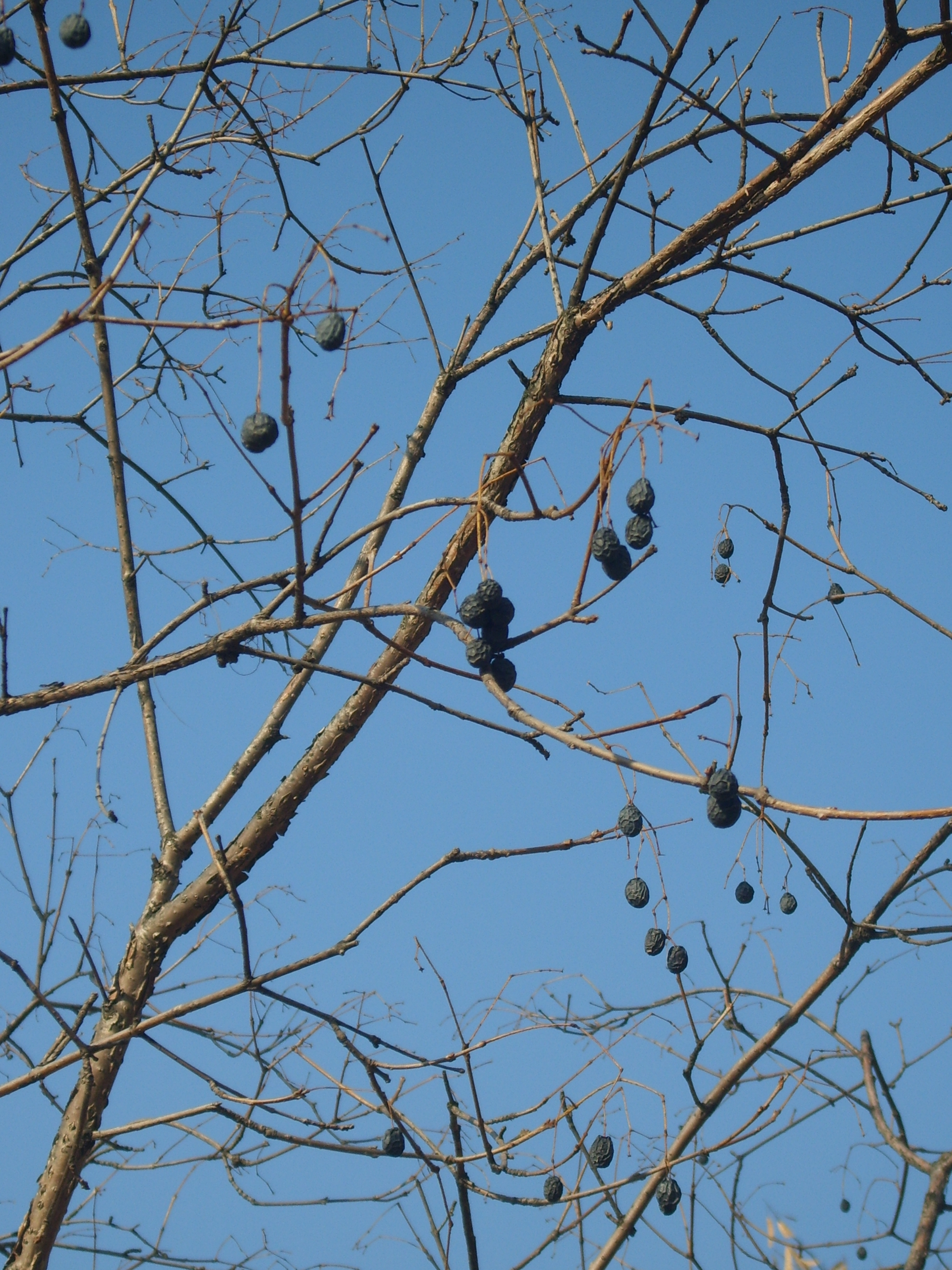
한겨울에도 떨어지지 않고 달린 열매

## 같이 보기
대한민국에서는 아래 이팝나무를 문화재로 지정하여 보호하고 있다. 천연기념물로 지정된 이팝나무는 대부분 남부지방에 분포해 있다.

### 대한민국의 천연기념물
- 고창 중산리 이팝나무
- 순천 평중리 이팝나무
- 진안 평지리 이팝나무 군
- 김해 천곡리 이팝나무
- 광양읍수와 이팝나무
- 양산 신전리 이팝나무
- 김해 신천리 이팝나무

### 전라남도의 기념물
- 나주 용곡리 이팝나무
- 함평 양재리 이팝나무

### 경상남도의 기념물
- 장승포 덕포리 이팝나무

## 참고 문헌
- 이 문서에는 다음커뮤니케이션(현 카카오)에서 GFDL 또는 CC-SA 라이선스로 배포한 글로벌 세계대백과사전의 내용을 기초로 작성된 글이 포함되어 있습니다.